# Le Réveil d'un monsieur pressé
Le Réveil d'un monsieur pressé je francouzský němý film z roku 1901. Režisérem je Georges Méliès (1861–1938). Film trvá zhruba jednu minutu.
Film má podobný děj jako dva předchozí Mélièsovy filmy z roku 1900: Le Déshabillage impossible a Spiritisme abracadabrant.

## Děj
Muž se probudí, aby stihnul vlak. Snaží se obléct, ale jednotlivé části oblečení se vždy přemění na jiné. Čím dál víc podivující se muž nakonec přestane vyvíjet snahu se obléct a naštvaně si lehá zpět do postele.